# 梅村礼
梅村 礼（うめむら あや、1976年12月4日 - ）は、北海道苫小牧市出身の卓球選手。

## 経歴
耳が不自由であった兄の梅村正樹が卓球をしていたので、一緒に卓球を習い始める。（兄はその後、1997年にコペンハーゲンで開催されたデフリンピックで2種目金メダル、2001年にローマで開催された同大会では4種目の金メダルを獲得する。）
中学校から北広島市（当時広島町）に移住。北広島市立広葉中学校から富田女子高等学校へと転校し、その後十六銀行に就職、1996年に日本生命保険へと移籍する。
2001年にはITTFプロツアー・ブラジルオープン女子シングルスで優勝し、2001年・2002年の全日本卓球選手権女子シングルスで連続優勝を達成。2004年の世界選手権ドーハ大会女子団体では、当時世界ランキング1位の張怡寧に勝つなどの活躍で、3位入賞の立役者となる。アテネオリンピックでオリンピック初出場を果たし、シングルスではベスト16、藤沼亜衣とのダブルスではベスト8となった。

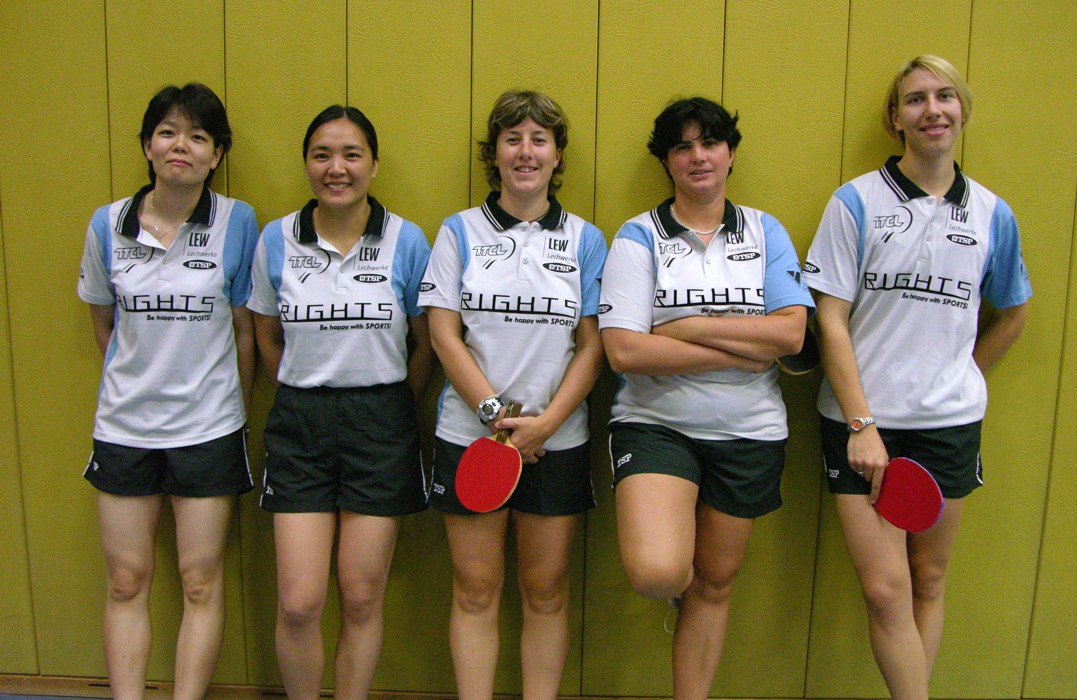
2006年、卓球ブンデスリーガにて（一番左が梅村）

2005年からは、ドイツ・ブンデスリーガのラングバイトに所属、また文化シヤッターに移籍し、プロ活動を行っている。2005/2006年シーズンでは、ラングバイドのエースとして、チームのブンデスリーガ女子1部優勝、ヨーロッパチャンピオンズリーグ準優勝に大きく貢献した。2006/2007年シーズンにおいても、ブンデスリーガ女子1部で優勝を果たす。2007/2008年シーズンはイタリアのサンドナテッセに所属、2008/2009年シーズンはドイツのホルスターハオゼンに所属する。

## プレースタイル
元々はバック表ソフトの異質攻撃型だったが、日本生命に所属していたときに両面裏ソフトに変更。日本の女子選手で数少ないパワーのあるドライブ攻撃を放つことができる選手であり、特に1発で抜き去るバックハンドは威力がある。

## 主な戦績
2001年
- ITTFプロツアー・ブラジルオープン 女子シングルス 優勝
- ITTFプロツアー・USオープン 女子シングルス 準優勝
- ITTFプロツアー・デンマークオープン 女子シングルス 準優勝
- 平成13年度全日本卓球選手権大会 女子シングルス 優勝、女子ダブルス 優勝（岡崎恵子ペア）

2002年
- ITTFプロツアー・ブラジルオープン 女子シングルス 優勝
- アジア競技大会 女子団体3位
- 平成14年度全日本卓球選手権大会 女子シングルス 優勝（2連覇）
- 第7回ジャパントップ12卓球大会 女子シングルス 優勝

2003年
- ITTFプロツアー・ブラジルオープン 女子シングルス 準優勝

2004年
- 世界選手権ドーハ大会 女子団体3位